# Discomycetes

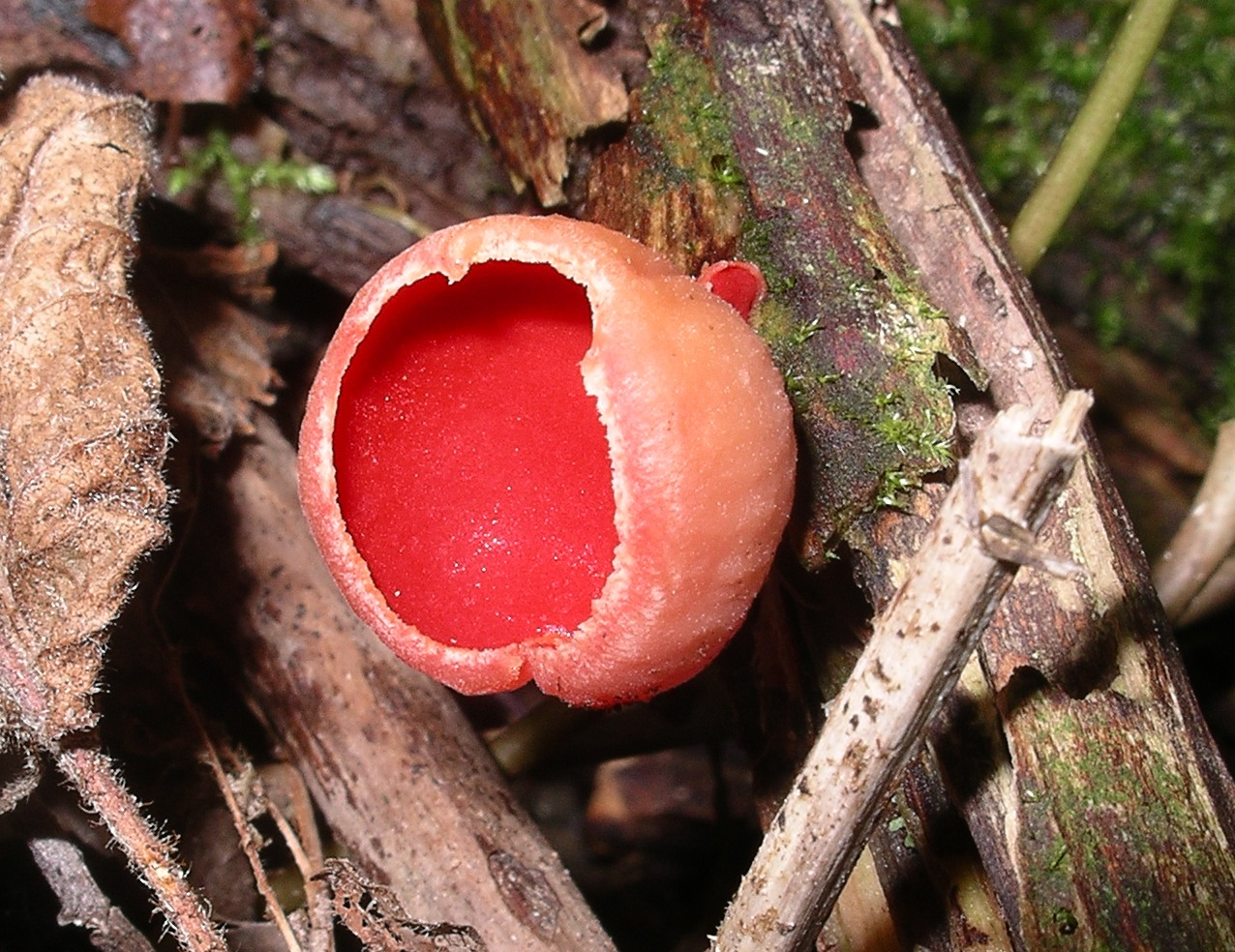
Czarka austriacka

Discomycetes Sacc. – takson grzybów utworzony przez Pier Andrea Saccardo w 1889 roku. Zaliczano do niego grzyby z typu workowców (Ascomycota) o owocnikach kubkowatych, miseczkowatych, smardzowatych. Należały do niej grzyby obecnie zaliczane m.in. do rodzin: Cyttarieae, Helvelleae, Pezizeae, Ascoboleae, Dermateae, Bulgarieae, Sticteae, Phacidieae, Patelliarieae, Cordieriteae, Gymnoasceae. Był to sztuczny takson, grupujący grzyby według wybranych cech budowy, a nie uwzględniający ich pokrewieństwa. Obecnie jest to już takson nieaktualny.
Wspólną cechą grzybów z grupy Discomycetes było wytwarzanie worków (ascus) na powierzchni owocników. U większości gatunków w jednym worku powstaje osiem zarodników płciowych (askospor). We współczesnych klasyfikacjach grzyby dawniej zaliczone do Discomycetes znajdują się w Pezizomycetes, Lecanoromycetes, Leotiomycetes i Sordariomycetes.